# Історія освоєння мінеральних ресурсів Саудівської Аравії
Історія освоєння мінеральних ресурсів Саудівської Аравії
Руди золота і срібла добували на території Саудівської Аравії з найдавніших часів. Ще в I тис. до н. е. жителі Аравійського півострова добували золото, срібло і Мідь на родовищах, розташованих приблизно за 290 км на північний схід від Джідди. В наш час ці родовища знову розробляються, і в 1992 р. тут було видобуто близько 5 т золота.
В районі родовища Махд-ед-Дахаб виявлені залишки великого золоторудного промислу, що включає 55 покинутих рудників, найдавніший з яких «Умм-Гарайат» датується X ст. до н. е. Найбільш інтенсивно видобуток золота вівся на рубежі нашої ери (зокрема, про видобуток золота в місцевості Дебай повідомляє Страбон в своїй Географії), а також у VIII–X ст. (було видобуто не менше 30 т золота). Район Ед-Давазімі здавна відомий як «срібний пояс», де діяло понад 150 срібних рудників.
Археологічні розкопки виявили ознаки металургії заліза біля Акіку і виробництво свинцю з ґаленіту поблизу Ель-Ваджха. Давнім заняттям жителів узбережжя Перської затоки був вилов перлів (до першої половини XX ст.), що цінувалися в середні віки дорожче китайських. Наприкінці XIX ст. промислом займалось близько 1,5 тис. човнів. З появою штучних перлів видобуток натуральних майже припинився. У Червоному морі добували також чорний корал.
Пошуково-розвідувальні роботи на нафту і газ в країні проводяться з 1930-х років XX ст. Перше родовище (Даммам) відкрите у 1938 р., у 1940 р. виявлені родовища Абкайк і Абу-Хадрія, в 1945 р. — Катіф, в 1948 р. — найбільше у світі Гавар і в 1951 р. — найбільше морське родовище Саффанія-Хафджі. Історія нафтової промисловості нерозривно пов'язана з діяльністю компанії «АРАМКО», що отримала концесію на видобуток нафти і газу на більшій частині країни. Видобуток нафти початий в 1939 р. Друга світова війна перервала розвиток нафтової промисловості, який поновився в 1943 р., з початком будівництва нафтопереробного заводу в нафтовому порту Рас Танура. Видобуток нафти поступово збільшувався з 2,7 тис. т на добу в 1944 р. до 68,1 тис. т на добу в 1949 р. До 1977 р. щоденний видобуток нафти в Саудівській Аравії зріс до 1,25 млн т і залишався таким протягом 1980-х років, доти, поки не почав знижуватися внаслідок зменшення попиту на нафту на світовому ринку. Основний район видобутку — структурна тераса Гази і прилегла акваторія Перської затоки. Експлуатація родовищ нафти ведеться в основному фонтанним способом. Весь природний газ, що добувається є попутним. Переробка нафти і газу здійснюється на місцевих заводах. Близько 50% експорту припадає на Західну Європу, 20% — на Японію.
З 1999 р. в Саудівській Аравії почалося здійснення широкомасштабної програми ГРР на газ. Компанія Saudi Aramco пробурила серію газових свердловин (Манджура, Харадх, Вакр, Шама, Шаден, Вудайхі і Тінат) на сході і в центральній частині країни.
На початку XXI ст. Саудівська Аравія має окрім родовищ нафти і природного горючого газу також розвідані поклади руд заліза, золота, міді, цинку, срібла, свинцю, піриту, фосфоритів, магнезиту, мармуру, солі, вапняків.
Станом на 2003 р. за оцінками British Petroleum Саудівська Аравія володіє найбільшими у світі підтвердженими запасами нафти — 262 млрд бар., частка у світі — 25%, за рівнем споживання майбутній продуктивний період — 86 років. Запаси газу (трлн м³), частка у світі і роки видобутку, що залишилися у Саудівській Аравії 6 (4 %), понад 100 років [Petroenergy Information Network]. У 2003 р. Саудівська Аравія із запасами газу займає 5-е місце у світі. Понад 60% запасів приурочено до нафтогазових родовищ. Третина доведених запасів припадає на попутний газ родовища Гавар. Газ залягає на глибині декількох сотень метрів.
Основна видобувна галузь — нафтогазова, в невеликих масштабах ведеться видобуток нерудної мінеральної сировини. Сьогодні Саудівська Аравія є одним з найбільших у світі виробників і експортерів нафти та природного газу. Основний продуцент нафти в країні — компанія «Арабієн америкен ойл компані» (АРАМКО). У 2003 р. річний видобуток нафти становив 480 млн т — найбільший за останні 20 років. До 2007 р. Саудівська Аравія планує добувати 600 млн тонн нафти на рік.
Геологічні кадри готують в Королівському університеті та у Вищих геологічних школах в Ер-Ріяді та Дахрані.